# Sweltsa recurvata
Sweltsa recurvata is een steenvlieg uit de familie groene steenvliegen (Chloroperlidae). De wetenschappelijke naam van de soort is voor het eerst geldig gepubliceerd in 1938 door Wu.